# Epinephelus insularis
Epinephelus insularis là một loài cá biển thuộc chi Epinephelus trong họ Cá mú. Loài này được mô tả lần đầu tiên vào năm 2021.

## Từ nguyên
Tính từ định danh insularis trong tiếng Latinh nghĩa là "ở ngoài đảo", hàm ý đề cập đến môi trường sống của loài cá này, vì chúng được tìm thấy ở ngoài đảo chứ không phải ở rìa lục địa.

## Phân bố và môi trường sống
E. insularis được biết đến ở miền nam Nhật Bản (gồm cả quần đảo Ryukyu và quần đảo Ogasawara), Biển Đông, Indonesia, biển Timor (quanh rạn san hô Scott), Nouvelle-Calédonie và vùng Micronesia (quanh quần đảo Caroline và Marshall).

## Mô tả
Chiều dài lớn nhất được biết đến ở E. insularis là 52,8 cm. Đặc điểm nhận biết của loài này là rìa sau của vây hậu môn bo tròn; vây đuôi cụt, có vạch trắng ở rìa; đầu, thân và tất cả các vây có nhiều đốm đa giác nhỏ màu nâu tạo thành hoa văn mắt lưới; vây ngực màu nâu.
Số gai vây lưng: 11; Số tia vây lưng: 16–17; Số gai vây hậu môn: 3; Số tia vây hậu môn: 8; Số tia vây ngực: 18; Số gai vây bụng: 1; Số tia vây bụng: 5; Số vảy đường bên: 48–52.